# Ретингер, Джозеф
Джо́зеф (Ю́зеф) Иерони́м Ре́тингер (пол. Józef Hieronim Retinger, 17 апреля 1888 — 12 июня 1960) — польский и английский политик, основатель Совета Европы и Европейского движения, позднее эволюционировавшего в Европейский союз.

## Биография
Родился в Кракове (Австро-Венгрия). Его отец был юристом у графа Владислава Замойского. Прадед перешёл из иудаизмв в католицизм в 1827 г. После смерти отца граф оказал молодому Джозефу значительную материальную помощь и помог наладить первые контакты в политических кругах. В 1906—1908 годах Джозеф (тогда Юзеф) учился на факультете искусств Сорбоннского университета. В 1910 году взял курс психологии в Мюнхене. Переехал в Лондон в 1911 году. В Лондоне Джозеф отвечал за работу Польского информационного офиса. В 1912 году в Кракове женился на Оталии Зубжицкой, их брак продлился 6 лет. Был хорошо знаком с писателем Джозефом Конрадом. 
В 1917 Ретингер уехал в Мексику, где стал советником президента Мексики Плутарко Кальеса. 
После начала Второй мировой войны стал советником главы польского правительства в изгнании Владислава Сикорского. Участвовал в организации соглашения о создании объединения Бенилюкс в 1944 году. 
После войны был одним из главных организаторов процесса европейской интеграции. В 1948 году участвовал в проведении Европейского конгресса в Гааге. Ретингер стал одним из инициаторов первого собрания Бильдербергского клуба в 1954 году.

## Занимаемые посты
- Director of the London Office of the Polish National Committee (1912—1914)
- Representative in the United Kingdom of the Polish Socialist Party (1924—1928)
- Personal Adviser to General Plutarco Calles, President of the Republic of Mexico (1919—1936)
- Personal Adviser to General W. Sikorski, Prime Minister of Poland (1939—1943)
- Initiator of the Interallied Committee of Foreign Ministers (1942—1944)
- Co-founder of the Independent League for European Cooperation (1946—1948) and Secretary-General of the European League for Economic Cooperation (1948—1960)
- Member of the International Committee of the Movements for European Unity (1947—1948)
- Secretary-General of the European Movement (1948—1950)
- Co-founder of the Bilderberger Group (1952—1959)